# Kent Logsdon

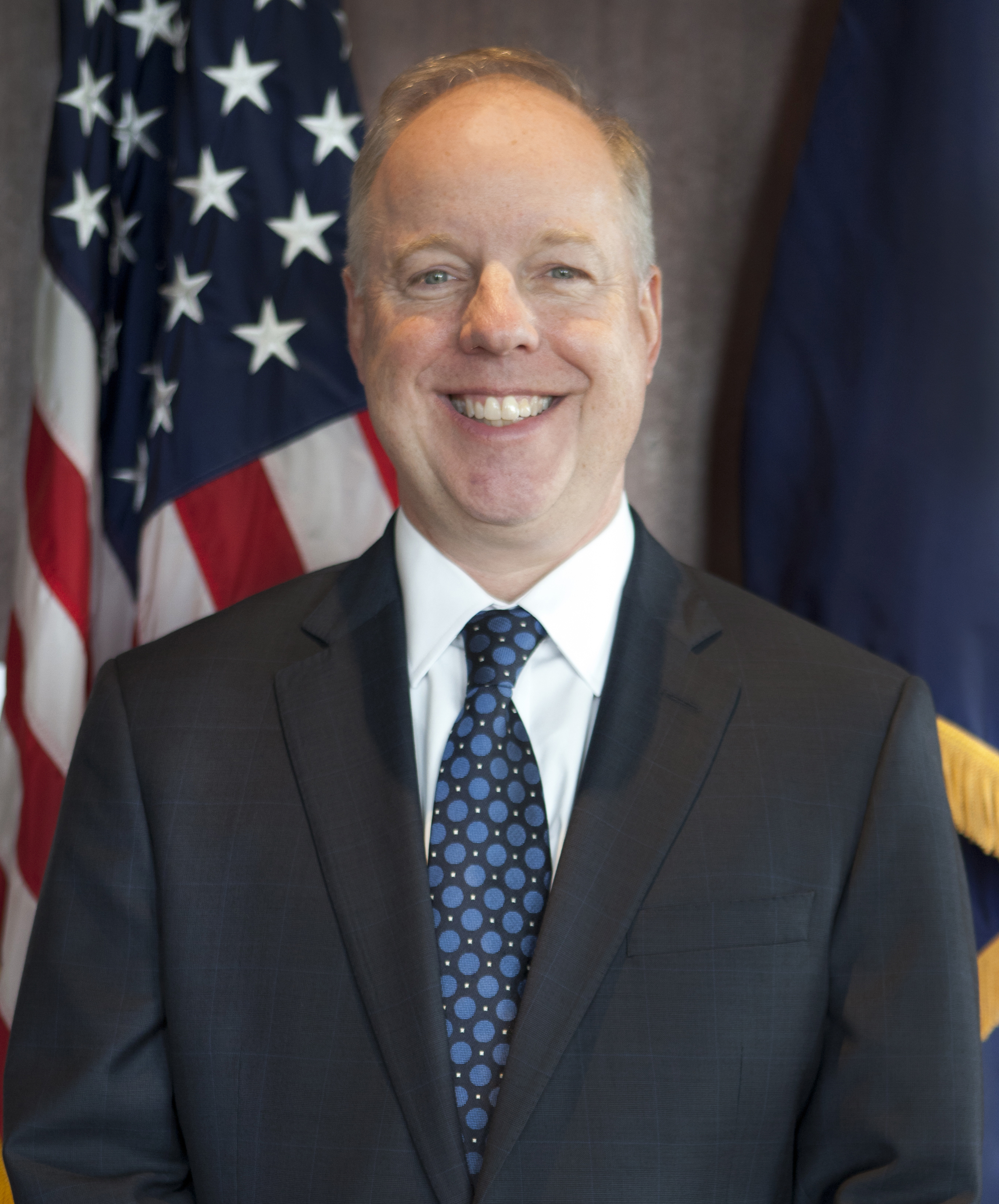
Kent Logsdon, 2015

Kent D. Logsdon ist ein US-amerikanischer Regierungsbeamter und amtierender Botschafter der Vereinigten Staaten in der Republik Moldau.

## Leben
Logsdon kommt aus Sewickley, Allegheny County, Pennsylvania. Bis 1979 besuchte er dort die Quaker Valley High School.
An der University of Virginia erwarb er im Fach Internationale Beziehungen einen Abschluss als Master, an der University of Notre Dame schloss er als Bachelor im Fach Government ab. Sein Weg als Karrierediplomat führte ihn nach Washington, D.C. sowie nach Georgien, in die Ukraine, nach Thailand, Kasachstan, Pakistan, Deutschland und Moldawien.
Vom 20. Januar bis zum 8. Mai 2018 leitete er als Geschäftsträger die Botschaft der Vereinigten Staaten in Deutschland.
Ab dem 30. September 2019 arbeitete er als Stabschef des Under Secretary for Economic Growth, Energy and the Environment im Außenministerium der Vereinigten Staaten.
Außer seiner Muttersprache spricht Logsdon Russisch, Ukrainisch, Thai und Deutsch. Er ist verheiratet mit der Diplomatin Michelle Rabayda Logsdon. Das Paar hat eine Tochter und einen Sohn.